# نژاد و تاریخ
نژاد و تاریخ (به فرانسوی: Race et Histoire) کتابی از کلود لوی-استروس است که در سال ۱۹۵۲ منتشر شد.

## به فارسی
این کتاب با ترجمهٔ ابوالحسن نجفی در سالِ ۱۳۵۸ در ایران انتشار یافت.